# Colaphellus
Colaphellus är ett släkte av skalbaggar som beskrevs av Julius Weise 1916. Colaphellus ingår i familjen bladbaggar.
Släktet innehåller bara arten Colaphellus sophiae.